# Itzgrund
Itzgrund è un comune tedesco di 2 316 abitanti, situato nel land della Baviera.